# Скорук
«Скорук» (укр. Скорук) — украинский футбольный клуб из посёлка Томаковка Днепропетровской области, выступавший в чемпионате Украины. После получения профессионального статуса представляет Никопольский район

## История
Клуб был основан в 2000 году, в Томаковке, руководителем местного фермерского предприятия Анатолием Скоруком и был назван в его честь. В 2012 году Анатолий Скорук погиб в автокатастрофе, после чего клуб возглавил его сын, Максим (в прошлом — игрок «Скорука»), а его жена и мать Максима Скорука, Тамара Скорук, стала вице-президентом.
С 2002 года команда регулярно участвовала в чемпионате Днепропетровской области, однако первого значительного результата добилась только в 2015 году, когда завоевала бронзовые награды первенства. В 2019 году клуб впервые стал чемпионом области. В сезоне 2019/20 «Скорук» впервые принял участие в любительском чемпионате Украины. В 2021 году команда прошла аттестацию для участия во Второй лиге чемпионата Украины. Первую игру на профессиональном уровне «Скорук» провёл 25 июля 2021 года в Днепре, против местной «Перемоги». Дебютный матч клуба во второй лиге закончился нулевой ничьей.
Осеннюю часть своего первого сезона в профессиональных соревнованиях «Скорук» закончил на второй позиции в турнирной таблице своей группы, а затем чемпионат был прерван из начавшегося вторжения в Украину российских войск. В следующем сезоне клуб начал выступления в Первой лиге и завершил дебютный чемпионат на 10-м месте в турнирной таблице. Летом 2023 года клуб заявил о приостановке выступлений на профессиональном уровне в связи с убытками, которые понесли владельцы клуба из-за подрыва Каховской ГЭС и обмеления Каховского водохранилища.

## Стадион
Выступая в областных соревнованиях, команда проводила матчи на стадионе «Колос» им. А. Скорука в Томаковке. Заявившись в любительский чемпионат Украины клуб перебрался на «Олимпийские резервы» в Днепре, а позже — на стадион «Покровское», в одноимённом селе возле Никополя. После начала выступлений во второй лиге, команда стала играть на стадионе «Электрометаллург» в Никополе. В 2022 году, из-за боевых действий и обстрелов Никополя российским войсками, клуб принимал гостей на Центральном стадионе в Умани.

## Достижения
- Чемпионат Днепропетровской области
  - Победитель (2): 2019, 2020/21
  - Серебряный призёр: 2018
  - Бронзовый призёр (2): 2015, 2016
- Кубок Днепропетровской области
  - Обладатель: 2020/21
  - Финалист (2): 2018, 2019

## Руководство
- Президент: Максим Скорук
- Вице-президент: Тамара Скорук
- Директор клуба: Александр Степанов
- Начальник команды: Максим Мирный
- Администратор: Анатолий Попович

## Главные тренеры
- Савва Рудич (2000—2009)
- Александр Степанов (2010—2023)